# Arturo Álvarez-Buylla Godino
Arturo Álvarez-Buylla Godino (Oviedo, 24 de agosto de 1895-Ceuta, 16 de marzo de 1937) fue un militar español, pionero de la aviación, que llegó a ser Alto Comisario en el Protectorado de Marruecos poco antes de producirse el golpe de Estado que dio lugar a la guerra civil española. Su lealtad a la República le llevó a ser fusilado por los sublevados.

## Biografía
Nació en 1895 en la ciudad de Oviedo. Teniente de artillería en 1919, participó como aviador en la guerra del Rif con decenas de vuelos de combate. Fue condecorado con la Cruz al Mérito Militar de primera clase, la Medalla Militar de Marruecos y el Aspa Roja. En la dictadura de Primo de Rivera se disolvió el cuerpo de artilleros para ser restablecido meses después siempre y cuando los oficiales firmasen una declaración de apoyo al dictador. Álvarez-Buylla fue el único oficial en negarse a firmar, por lo que hubo de abandonar el ejército. 
En este tiempo trabajó como inspector en la fábrica de aviones Loring ubicada en Carabanchel y fue uno de los primeros españoles en lanzarse en paracaídas. Participó en la fallida sublevación de Jaca contra la dictablanda de Dámaso Berenguer, uniéndose a los oficiales alzados en el Aeródromo de Cuatro Vientos el 15 de diciembre de 1930. Fue el único oficial que no huyó del aeródromo tras el fracaso de la intentona, por lo que fue detenido.
No obstante, la proclamación de la Segunda República meses después permitió su reincorporación al ejército, siendo nombrado director general técnico de aviación civil. En 1934 regresó a la incipiente aviación militar española como jefe del grupo de caza establecido en Getafe. Con el triunfo del Frente Popular en las elecciones de 1936, fue nombrado secretario general del Alto Comisariado Español en Marruecos en el protectorado español de Marruecos sustituyendo provisionalmente al Comisario Juan Moles cuando éste fue nombrado ministro. 
Al producirse el golpe de Estado detonante de la Guerra Civil unas semanas más tarde, Álvarez-Buylla se vio prácticamente aislado en el territorio del Protectorado frente a la casi completa adhesión de las unidades militares de la zona. Intentó organizar la resistencia con el comandante De la Puente Bahamonde en el aeródromo de Sania Ramel, pero es consciente de la imposibilidad de oponerse a la rebelión con los escasos medios que dispone. Al final, aislado y rodeado en su domicilio junto a unos pocos oficiales fieles, fue detenido la mañana del 18 de julio en su despacho por varios sublevados a las órdenes del coronel Buruaga y trasladado al día siguiente a Tetuán, siendo encarcelado. Fue procesado en marzo de 1937 ante un consejo de guerra en el que se negó, tanto a declarar como a asistir a las sesiones por no reconocer la autoridad del tribunal, siendo condenado a pena de muerte por sedición y fusilado en Ceuta el 16 de marzo.

## Familia
Su hijo, Ramón Álvarez-Buylla, se exilió en México, siendo un notable cirujano y neurofisiólogo; su nieto, Arturo Álvarez-Buylla Roces, es un reputado neurobiólogo, galardonado con el Premio Príncipe de Asturias de Investigación Científica y Técnica en 2011, en tanto que su nieta  Elena Álvarez-Buylla es una reconocida doctora en genética molecular.